# Apuleia Varília
Apuleia Varília foi uma sobrinha-neta de Augusto, acusada de adultério e punida, pelo imperador Tibério, com o exílio.

## Família
Os textos antigos apenas mencionam que ela era neta de uma irmã de Augusto, mas são omissos sobre qual das duas era sua avó. Augusto teve duas irmãs, chamadas  Otávia Maior e Otávia Menor. Segundo George Sale et al, a história não registra com quem a irmã mais nova se casou, mas que a mais velha se casou com Marcelo. A conjectura que uma das filhas de Marcelo se casou com alguém da família Apuleio deriva de Dião Cássio, que chama Sexto Apuleio, cônsul no ano da morte de Augusto, de seu parente.
Possivelmente era filha de Cláudia Marcela e Apuleio, e, por parte de mãe, meio-irmã de Marco Valério Messala Barbato, o pai de Messalina. Sua mãe é identificada com a filha mais velha de Otávia, irmã de Augusto, e Cláudio Marcelo. Seu pai seria um filho de Sexto Apuleio, cônsul em 29 a.C.

## Exílio
Em 17 (770 A.U.C.), ela foi acusada de ter falado de forma desonrosa de Augusto, seu tio-avô, do imperador Tibério e de Lívia, além de ter poluído o sangue dos césares com adultério. Julgada por Tibério, foi punida com o exílio, junto de seu amante Mânlio.